# Zug (kanton)
Zug (francouzsky Zoug, italsky Zugo, rétorománsky Zug, ve švýcarské němčině Zoog) je kanton ve střední části Švýcarska. Kanton se rozkládá v německojazyčné části státu u Zugského jezera. Hlavním městem je stejnojmenné město Zug.
Je nejmenším kantonem, který má ve Státní radě dvě křesla, na rozdíl od kantonů dříve známých jako polokantony. Dělí se na jedenáct obcí a má na švýcarské poměry vysokou hustotu zalidnění - více než 500 obyvatel na kilometr čtvereční.
Kanton Zug je považován za nejbohatší kanton Švýcarska a díky atraktivní daňové politice zde sídlí řada nadnárodních korporací.

## Geografie

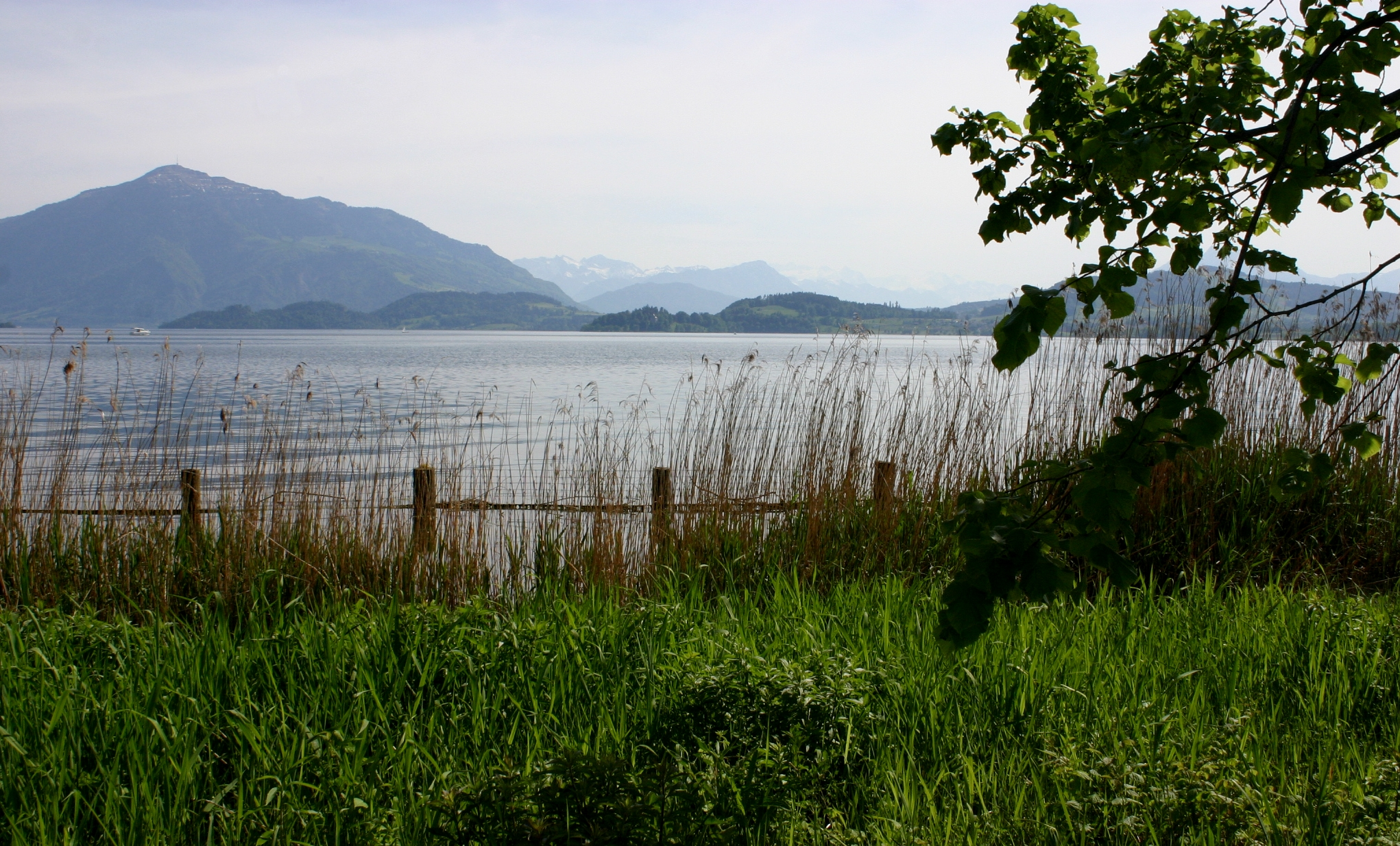
Zugské jezero

Zug leží mezi kantony Curych, Schwyz, Lucern a Aargau na přechodu mezi předalpským pásmem a Švýcarskou plošinou. Vyšší hory na hranici se Schwyzem, jako jsou Rossberg (1582 m n. m.), Chaiserstock (1426 m n. m.), Morgartenberg (1244 m n. m.) a Höhrohnen (1229 m n. m.), jsou směrem na severozápad nahrazeny menším předhůřím, kam patří patří Zugerberg (991 m n. m.) a Gubel (909 m n. m.).
Kanton Zug má rozlohu necelých 239 km². Z toho přibližně 110 km² tvoří louky a orná půda, 61 km² lesy, 33 km² vodní plochy, 27 km² zastavěné plochy a 9 km² pastviny a pustiny.
V některých oblastech kantonu Zug vznikly obytné čtvrti mimo zastavěné území, například mezi Chamem, Steinhausenem a Lorzenem, čtvrtí Zugu na západě města. Obě vesnice Oberägeri a Unterägeri se také téměř srostly kvůli rozrůstání osídlení podél jezera Ägerisee.
Hlavní řekou kantonu je Lorze, která pramení v předalpském pohoří nad Ägerisee v kantonu Zug a vlévá se do Zugského jezera mezi městy Zug a Cham. Odtud pokračuje přes město Cham do řeky Reuss, která se stejně jako Sihl na severovýchodní hranici kantonu pouze dotýká. Největším jezezem na území kantonu je Zugské jezero.

## Historie

### Nejstarší historie
Různé archeologické vykopávky, zejména u Zugského jezera, prokázaly osídlení již v neolitu. Například v Oberrischi se nacházelo rozsáhlé osídlení z období Pfyn. Doba železná je také dobře doložena a v Baaru byla objevena a vykopána rozsáhlá alamanská pohřebiště.
Kolem roku 600 n. l. se do oblasti dnešního kantonu Zug stěhovaly alemanské rody a klany. Jméno Blickensdorf a místní jména na -ikon dokládají první alemanskou sídelní oblast. Z raného středověku pocházejí také kostely v Baaru a Risch.
První písemný pramen pochází z roku 858, kdy král Ludvík II. Němec daroval statek Chama (Cham) klášteru Fraumünster v Curychu. Území dnešního Zugu patřilo v té době různým klášterním a světským majitelům. Nejdůležitější byli Habsburkové. V roce 1264 zdědili práva po rodu Kyburgů a zůstali ústřední politickou silou až do roku 1400.
V rámci vrcholně středověké výstavby města získala osada Zug po roce 1200 také městské hradby. Zakladateli města byla pravděpodobně hrabata z Kyburgu. V roce 1242 byl Zug poprvé popsán jako oppidum, tedy město. Výzkumy ukazují, že Zug byl důležitý jako správní centrum panství Kyburgů a později habsburského hrabství Zug, jako místní tržiště a jako překladiště pro přepravu zboží přes Hirzel do Lucernu (zejména soli a železa).

### Přistoupení ke švýcarské konfederaci

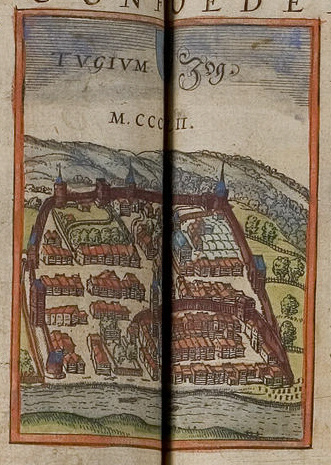
Vyobrazení Zugu ze 16. století

Spojení čtyř lesních kantonů Uri, Schwyz, Unterwalden a Lucern s městským státem Curych v roce 1351 přineslo v oblasti mnoho změn. Město Zug bylo vnímáno jako habsburská překážka mezi městy Curych a Lucern, a proto muselo být dobyto. Důvodem byly pravděpodobně spíše ekonomické než politické důvody: lucernský trh, který byl důležitý pro celé střední Švýcarsko, byl silně závislý na Curychu. Na počátku června 1352 oblehlo město z jeho iniciativy konfederační vojsko. Habsburské město Zug bylo v roce 1352 dobyto konfederáty a donuceno připojit se k alianci. 27. června 1352 uzavřely Curych, Lucern, Uri, Schwyz a Unterwalden spojenectví s Zugem. Z pohledu Zugu byl spolek Zugerbund jen účelovým spojenectvím. Pro město Zug se toho příliš nezměnilo a Zug zůstal pod vládou Habsburků. V témže roce byl Zugerbund všemi zúčastněnými stranami uznán za neplatný. Poté následovalo období vlády šlechticů ze Schwyzu. Zug se teprve postupně stal suverénním a konfederativním. Zug se tak stal členem osmičlenné konfederace a následně se účastnil různých válečných akcí konfederace.

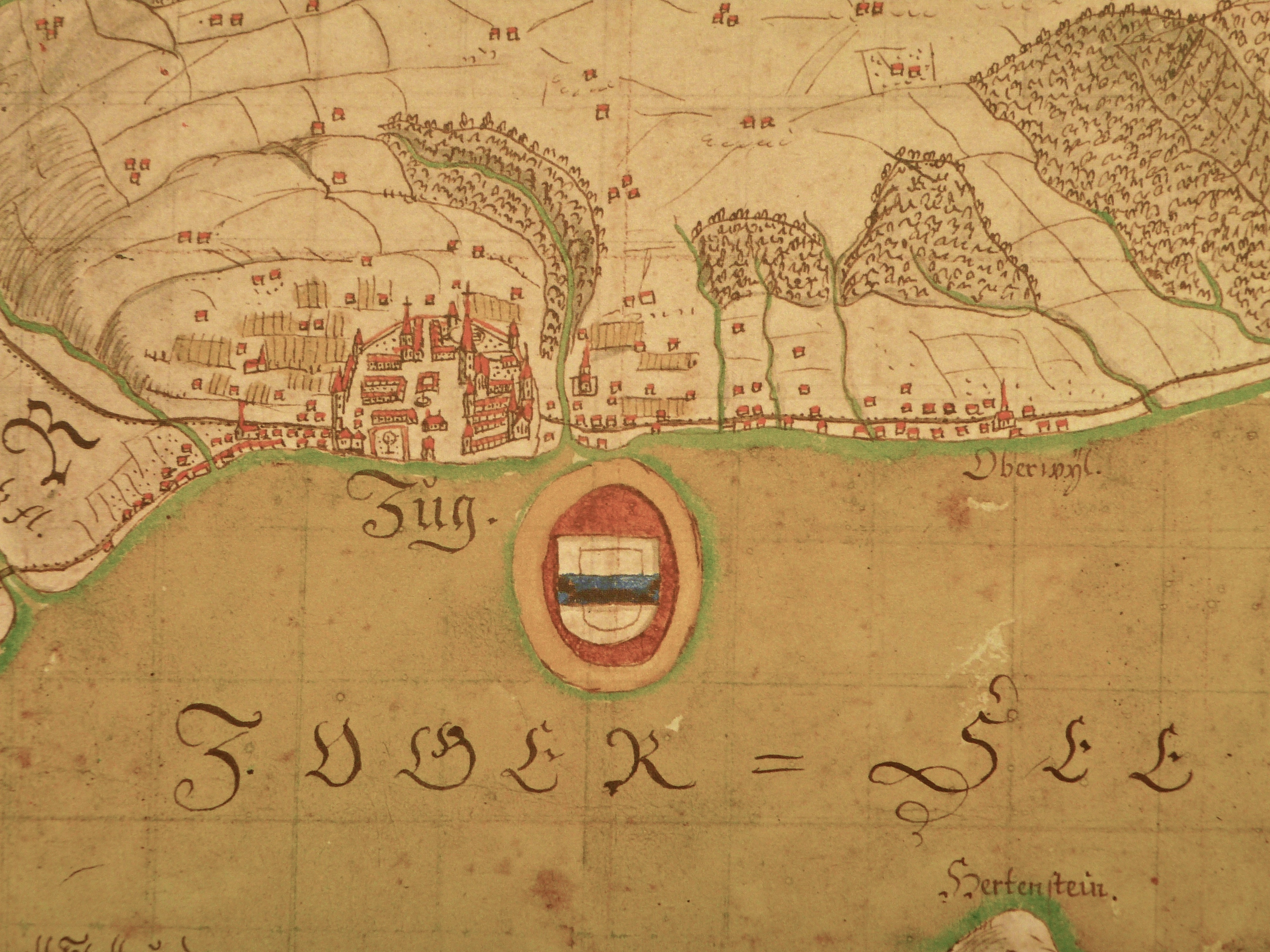
Zug (1667)

Současně město Zug rozšířilo své území. Jako poddané získalo řadu venkovských panství (Walchwil, Cham, Gangolfswil, Hünenberg a Steinhausen, a také Oberrüti, které dnes patří ke kantonu Aargau). Zug se stal konfederací v miniaturním měřítku - s městem a jeho poddanskými územími a třemi vnějšími („svobodnými“) obcemi Ägeri, Menzingen (s Neuheimem) a Baar. Tento problematický dualismus formoval politickou strukturu Zugu až do roku 1798, kdy skončila Stará konfederace. Jednotícím prvkem této miniaturní konfederace států byla mimo jiné zemská rada a čtyřicetičlenná městská rada.
V roce 1478 byly zahájeny práce na stavbě větších městských hradeb, které šestinásobně zvětšily rozlohu města Zug - ve stejném roce byl postaven pozdně gotický kostel sv. Osvalda. Mistrem stavitelem nové okružní zdi byl Hans Felder z bavorského Švábska. Půdorys městského opevnění ukazuje na symetrický ideální půdorys z období renesance, což je poměrně vzácné. Městečko Zug realizovalo moderně vyhlížející celkový plán.
Během nepokojů v době reformace se Zug držel své staré víry a postavil se na stranu katolických měst ve středním Švýcarsku, a to i během Kappelerských válek v letech 1529 a 1531. Bitvy mezi nábožensky znepřátelenými konfederáty se odehrály u Kappelu nad Albisem (1531) a u Gubelu nedaleko Menzingenu. Díky své poloze na okraji středního Švýcarska se Zug stal konfesijním pohraničním městem. Celé období do roku 1798 bylo ve Švýcarsku poznamenáno vnitropolitickým soupeřením a nepokoji.

### 19. století

Zug v roce 1887

Invaze francouzských revolučních vojsk v roce 1798 přinesla konec starých pořádků a radikální politický rozchod s helvétskou říší. V novém unitárním státě Helvétské republiky bylo původně samostatné město Zug připojeno ke zcela nově vzniklému kantonu Waldstätte a na krátkou dobu se stalo hlavním městem kantonu. Helvétské kantony byly čistě správními okresy bez vnitřní autonomie. Byly zrušeny právní rozdíly mezi městem, „vnějšími obcemi“ a poddanskými územími. Poprvé byl učiněn pokus poskytnout osobní svobody všem odpovědným lidem. Celá věc však zůstala v plenkách, protože obyvatelstvo bylo stále silně vázáno na tradiční představy. Již v roce 1803 bylo obnoveno federalistické státní zřízení a mnoho dalších novinek bylo zrušeno.
Po svém obnovení v roce 1803 přežil kanton Zug napoleonské období bez územních změn. Následovalo období restaurace. Demokratizace státního života však probíhala postupně a krok za krokem. Ve válce Sonderbundu v roce 1847, poslední švýcarské občanské válce, se Zug spolu s ostatními katolickými kantony postavil na odpor federálnímu státu plánovanému liberálními kantony, ale byl poražen a musel se vzdát části své kantonální suverenity ve prospěch Konfederace. Po padesáti letech bojů mezi federalismem a centralismem, mezi konfederací a centrálním státem, mezi konzervativními a liberálně-radikálními názory vzniklo v roce 1848 dnešní federální Švýcarsko. Zug získal současnou strukturu kantonu s jedenácti obcemi. Roku 1848 byly v kantonu Zug zrušeny tradiční zemské sněmy, tzv. Landsgemeinde.

### Moderní historie
Zug byl až do 19. století zemědělskou oblastí. Skutečnou industrializaci zahájil podnikatel Wolfgang Henggeler. V roce 1834 postavil v Unterägeri přádelnu bavlny. Následovaly dvě továrny v Neuägeri a Baaru. V roce 1866 založil Američan George Ham Page v Chamu první evropskou továrnu na kondenzované mléko, která se později spojila se společností Nestlé. Průmyslu v Zugu dominovala společnost Landis & Gyr, založená v roce 1896, kterou nyní vlastní japonská společnost Toshiba. Důležité bylo napojení na švýcarskou železniční síť v roce 1864, stejně jako propojení hor a údolí elektrickou tramvají na počátku 20. století.
Hospodářský rozmach a s ním i odklon od zemědělského stavu nastal v kantonu Zug až ve 20. století. Ve druhé polovině 20. století se Zug dynamicky rozvíjel jako národní a mezinárodní finanční a obchodní centrum, k čemuž přispěla blízkost Curychu a atraktivní daňová politika. Současně byly vytvořeny rozsáhlé průmyslové a obchodní zóny. Práce rychle přibývalo, počet obyvatel se výrazně zvýšil a stavební boom propukl téměř explozivně. Kanton Zug se katapultoval mezi finančně silné kantony. Dnes toto město představuje, jak napsal britský The Guardian, „hlavní bod světové ekonomiky“.

## Obyvatelstvo

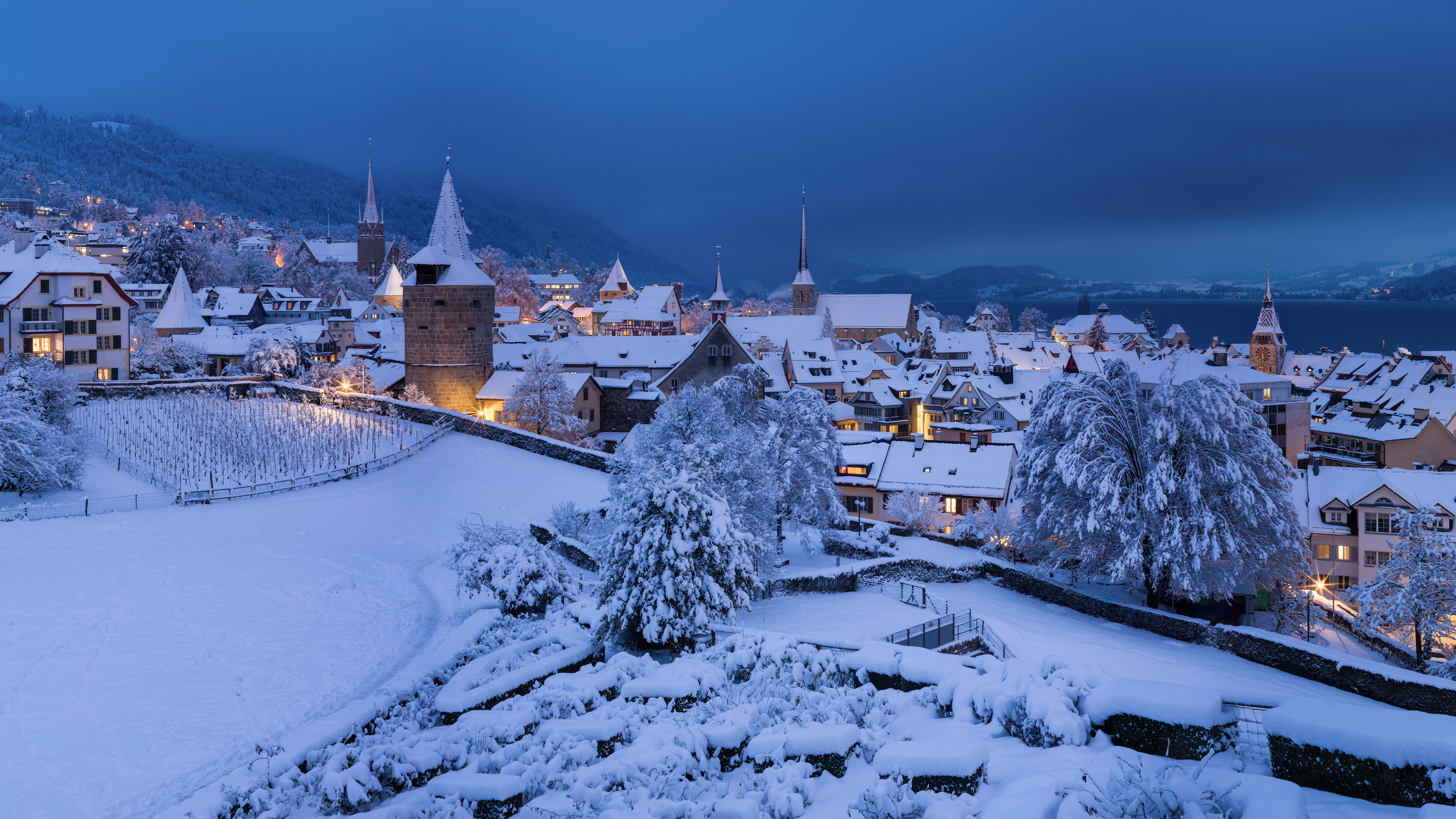
Zug v zimě

K 31. prosinci 2021 žilo v kantonu Zug 129 787 obyvatel. Hustota zalidnění 544 obyvatel na km² je výrazně nad švýcarským průměrem (212 obyvatel na km²). Podíl cizinců (obyvatel přihlášených k trvalému pobytu, avšak bez švýcarského občanství) činil k 31. prosinci 2019 28,3 %, zatímco v celé zemi bylo registrováno 25,3 % cizinců. K 30. červnu 2021 činila míra nezaměstnanosti 2,4 %, na spolkové úrovni pak 2,8 %.

### Jazyky
Úředním jazykem kantonu je němčina, kterou v roce 2019 uvedlo jako svůj hlavní jazyk 80,3 % obyvatel. Hovorovým jazykem v kantonu Zug je pak švýcarská němčina. Druhým nejčastějším jazykem pak byla angličtina s 12,1 %; tento vysoký podíl je dán zejména vysokým počtem zahraničních rezidentů.

### Náboženství
Kanton Zug je tradičně katolický. 50 % všech obyvatel se hlásí k římskokatolické církvi, a proto patří do basilejské diecéze. Kromě toho se 14 % obyvatel hlásí k reformované církvi, a tedy k Evangelické reformované církvi kantonu Zug (stav ke konci roku 2017). V kantonu je zastoupeno i mnoho dalších náboženství a denominací.
Od sčítání lidu v roce 2000 nejsou k dispozici přesné údaje o počtu členů ostatních náboženských společenství v kantonu Zug. Spolkový statistický úřad BFS však provádí výběrová šetření, která zahrnují i další náboženské komunity v kantonu. Ve výběrovém šetření z roku 2017 přibližně třetina osob starších 15 let v kantonu Zug uvedla, že nepatří ani k jedné ze dvou národních církví. 

## Politika
Ústava kantonu Zug pochází z 31. ledna 1894 a od té doby prošla mnoha dílčími revizemi.

### Přímá demokracie
Občané se přímo podílejí na tvorbě zákonů v rámci přímé demokracie. Změny ústavy kantonu Zug podléhají povinnému referendu. Zákony a obecně závazná usnesení kantonální rady, jakož i usnesení, která mají za následek nové jednorázové výdaje vyšší než 500 000 CHF nebo nové opakující se výdaje vyšší než 50 000 CHF ročně, podléhají lidovému hlasování, pokud je předložena odpovídající petice podepsaná 1500 voliči (nepovinné referendum). 2 000 voličů může požádat o přijetí, zrušení nebo změnu zákona nebo usnesení kantonální rady (zákonodárná iniciativa). O referendu může rozhodnout také jedna třetina členů kantonální rady bezprostředně po konečném hlasování (referendum orgánů).

### Legislativa

Budova vlády v Zugu

Zákonodárným orgánem (parlamentem) je Kantonální rada (německy Kantonsrat), která má 80 členů volených v obcích podle dvojího poměrného rozdělení. Ti jsou voleni obyvateli Zugu každé čtyři roky současně s kantonální vládou.

### Vláda
Výkonným orgánem je sedmičlenná Vládní rada (německy Regierungsrat) volená většinovým způsobem (do roku 2013 poměrným zastoupením), která se volí současně s kantonální radou každé čtyři roky. Kantonální rada volí z členů vládní rady na dva roky předsedu vlády (Landammanna) a místopředsedu (Statthaltera).

### Správní členění

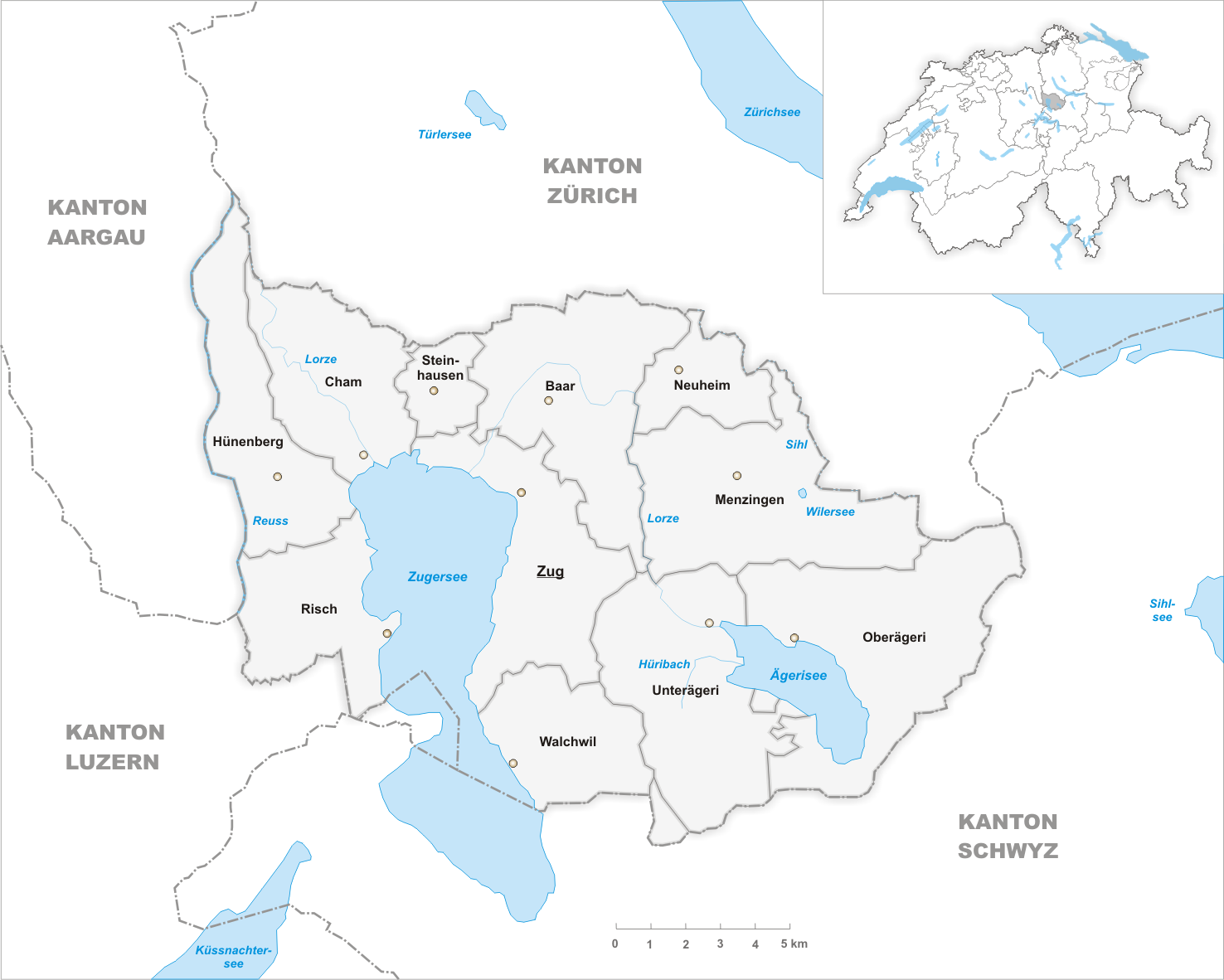
Mapa obcí kantonu Zug

V kantonu Zug se nachází celkem jedenáct obcí, z toho tři města – Zug, Baar a Cham.
Níže je uvedeno všech jedenáct obcí s počty obyvatel k 31. prosinci 2021:
| P.č. | Jméno obce  | Počet obyvatel |
| ---- | ----------- | -------------- |
| 1    | Zug         | 31 345         |
| 2    | Baar        | 24 754         |
| 3    | Cham        | 17 076         |
| 4    | Risch       | 11 182         |
| 5    | Steinhausen | 10 237         |
| 6    | Unterägeri  | 9010           |
| 7    | Hünenberg   | 8879           |
| 8    | Oberägeri   | 6476           |
| 9    | Menzingen   | 4597           |
| 10   | Walchwil    | 3893           |
| 11   | Neuheim     | 2338           |

Kanton Zug není rozdělen na okresy. Spolkový statistický úřad BFS však uvádí celý kanton jako jeden okres pod číslem BFS-ID 0900.

## Hospodářství
Malý kanton Zug je dnes vyhledávaným místem pro život, atraktivním místem pro bydlení a úspěšnou hospodářskou oblastí. Základ pro to byl položen legislativou ve 20. letech 20. století. Zug - podobně jako průkopnický kanton Glarus - snížil daně pro holdingové společnosti a společnosti, které si na jeho území zařídí své sídlo. Revize daňových zákonů po druhé světové válce přinesla výhody zejména středním a větším podnikům.
Daňová politika kantonu vstřícná k podnikatelům se projevila. Zug se z chudého města stal do roku 1990 nejbohatším švýcarským kantonem. Ještě v 60. letech 20. století mělo nejvyšší zadlužení na obyvatele a průměrný příjem byl pod švýcarským průměrem. Zug dnes odvádí nejvíce do mezikantonálního systému finančního vyrovnání (NFA), a to téměř 300 milionů švýcarských franků ročně a 2 042 franků na obyvatele. Daňové zatížení je však jen asi poloviční oproti švýcarskému průměru a národní příjem na obyvatele patří k nejvyšším ve Švýcarsku. V roce 2018 činil hrubý domácí produkt na obyvatele kantonu Zug 160 884 švýcarských franků a byl tak druhý nejvyšší ze všech kantonů (po kantonu Basilej-město).
Na konci roku 2010 bylo v kantonu Zug téměř 30 000 společností, z toho téměř 17 000 společností s ručením omezeným. Z přibližně 83 000 pracovních míst připadají necelé tři čtvrtiny na terciární sektor (zemědělství: 2,2 %, průmysl: 24,8 %, obchod a služby: 73 %). Každý den přijíždí do Zugu za prací přibližně 37 000 lidí, z toho 12 000 jen z kantonu Lucern.
Hospodářská oblast Zugu stále roste. V roce 2010 bylo do obchodního rejstříku nově zapsáno více než 500 společností. Zug je jedním z nejdůležitějších světových obchodních center pro suroviny, jako je ropa, a pro zemědělské produkty, jako je káva. Do Zugu se přestěhovalo mnoho společností a národních i globálních firemních sídel. Podle studie společnosti Arthur D. Little AG, která je celosvětově propojenou poradenskou firmou v oblasti managementu, z roku 2009 je kanton Zug nejpreferovanějším místem pro umístění sídla ve Švýcarsku. Díky tomu je kanton atraktivní a prosperující. Kritizovány jsou také nízké daně pro firmy a soukromé osoby. I přesto Zug zůstává švýcarským daňovým rájem, kam s oblibou své sídlo umisťuje řada firem.
V roce 2020 hospodařilo ekologicky na 16,8 % zemědělské půdy kantonu 92 zemědělských podniků.

### Významné společnosti
Potravinářská společnost Nestlé má jedno ze svých sídel v kantonu Zug. Zug je sídlem společnosti V-Zug AG. Tato společnost vyvíjí, vyrábí a prodává spotřebiče pro kuchyně a umývárny. Společnost Siemens je významným zaměstnavatelem ve městě Zug, kde zaměstnává přibližně 2250 lidí. Společnost Roche Diagnostics zde má vývojové centrum pro laboratorní vybavení.
Rotkreuz (obec Risch) je významnou farmaceutickou lokalitou díky sídlům společností jako Roche Diagnostics (Hoffmann-La Roche), Novartis Pharma, Sandoz Pharmaceuticals, Alcon a Novartis Consumer Health.
Kanton Zug je již od 50. let 20. století centrem mezinárodního obchodu s komoditami; mezi přibližně 100 zugských komoditních společností patří například společnosti Glencore Xstrata, Shell a BP. V 70. letech zaměstnávala společnost Landis & Gyr přibližně 6500 lidí, což odpovídalo přibližně každému čtvrtému pracovnímu místu v kantonu.

## Doprava

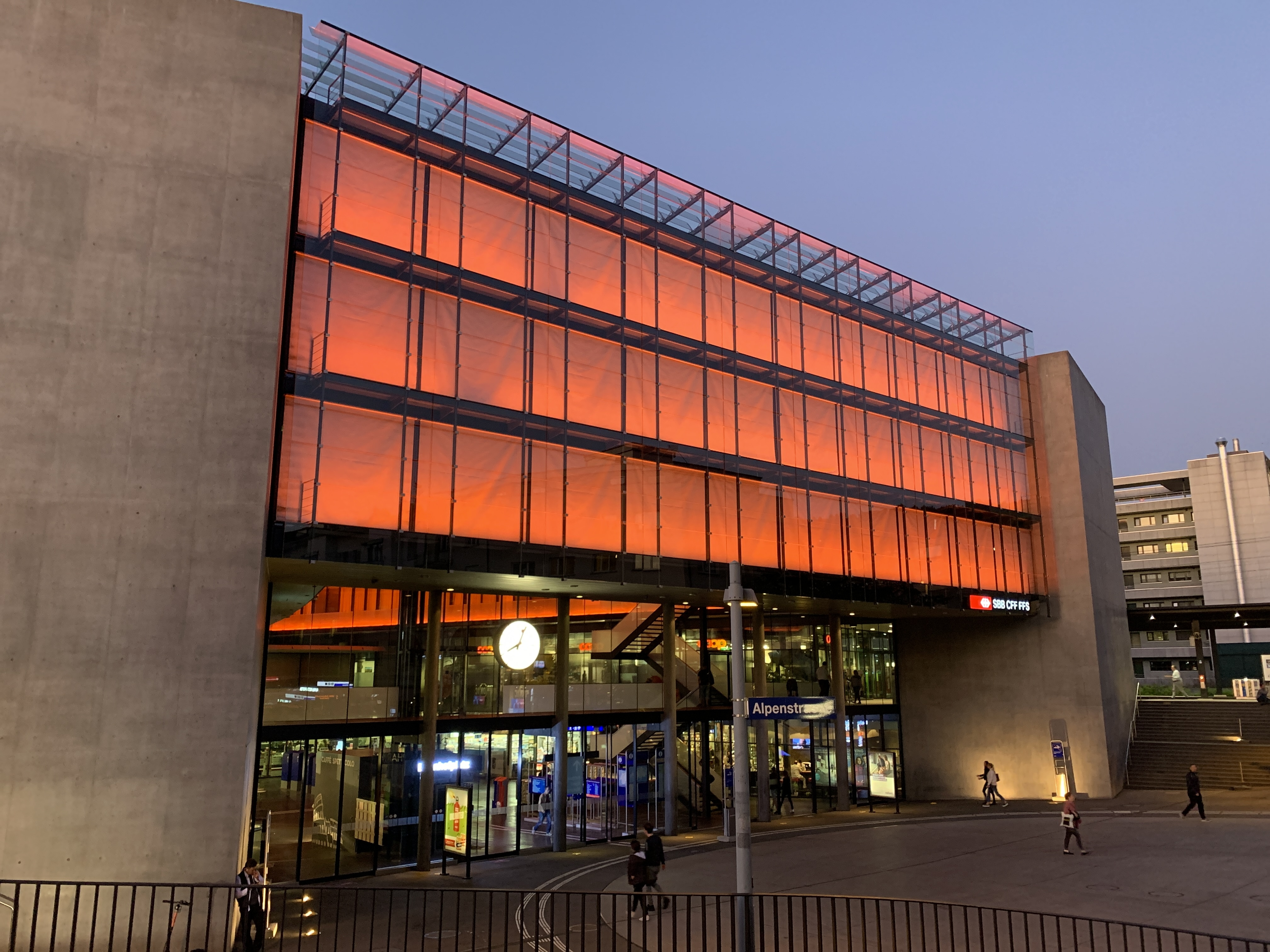
Moderní budova železniční stanice Zug

Společnost Zugerland Verkehrsbetriebe (ZVB) provozuje síť pravidelné autobusové dopravy, která pokrývá celý kanton. Kromě toho provozuje společnost PostAuto Schweiz AG některé autobusové linky v kantonu Zug.
Nádražím Zug procházejí hlavní železniční osy Curych – Arth-Goldau – Bellinzona – Milán a Curych – Lucern. Kromě toho prochází stanicí Rotkreuz hlavní severojižní osa Basilej – Arth-Goldau – Bellinzona – Milán. Od roku 2004 jezdí lehká železnice Stadtbahn Zug po kolejích Švýcarských spolkových drah (SBB), ale pod správou Úřadu pro veřejnou dopravu v Zugu. S celkem 15 zastávkami v kantonu, které jsou obsluhovány každých 15 minut, tak vznikla neobvykle hustá železniční síť, která funguje podobně jako tramvajová trať.
Jedinou horskou železnicí v kantonu Zug je lanovka Zugerbergbahn (ZBB), která vede z Zugu na Zugerberg.
Dopravní společnosti ZVB, SBB, ZBB a PA jsou sdruženy v tarifním sdružení Zug.
Od dubna do října provozuje pravidelnou plavbu po Zugském i Egerském jezeře vždy jedna lodní společnost.
Kanton Zug nemá žádnou leteckou infrastrukturu. Nejbližší letiště je Hausen am Albis. Nejbližší vnitrostátní letiště je letiště Curych.
V roce 2021 byla míra automobilizace kantonu (počet osobních automobilů na 1000 obyvatel) 709.

## Kulinářské speciality
Kulinářskou specialitou kantonu je tzv. Zuger Kirschtorte. Jedná se o dort kruhového tvaru z piškotu, máslového krému a sněhových pusinek s lískovými oříšky a mandlemi. Piškot a krém jsou ochuceny přídavkem ovocné pálenky Kirsch.